# 駱景宙
駱景宙（1852年—？），廣西梧州府容縣（今廣西壯族自治區容縣）人，清朝政治人物、進士出身。
光緒五年，鄉試中舉；光緒九年（1883年），登進士，改庶吉士。光緒十二年，任翰林院編修。光緒二十一年，任會試磨勘官、國史館協修官。光緒二十三年，任國史館纂修官、功臣館纂修官，署國史館總纂官。光緒二十四年，以知府分發省分補用，捐指雲南歸候補班補用。光緒二十七年，署雲南大理府知府，光緒二十八年，任雲南東川府知府。